# Weapons
Weapons ist ein US-amerikanisches Filmdrama von Adam Bhala Lough aus dem Jahr 2007. Der Film erzählt in sechs Episoden die Vorgeschichte eines Mordes unter Teenagern.

## Handlung

### Vorspann
Der Film beginnt in einem Fast-Food-Restaurant, wo Reggie einen Hamburger isst. Die Szene wird in Slow-Motion gezeigt. Im Hintergrund schleicht sich ein Mann mit einer Schrotflinte an und erschießt Reggie. Von da an vollzieht der Film mehrere Zeitsprünge und erzählt die Vorgeschichte aus der Sicht mehrerer Beteiligter.

### Welcome Home
Sean hat Ferien im College und kehrt zurück in das Ghetto, aus dem er stammt. Dort trifft er seine beiden Freunde Jason und Chris. Letzterer dreht mit der Kamera, was alle nervt. Die Jungs blödeln herum, bis die Sprache auf Jasons blaues Auge kommt. Er erzählt von einem Streit mit Mason am Abend vorher. Die Gruppe beschließt, Mason zu suchen und fertig zu machen. Doch am Basketballplatz treffen sie ihn nicht. Stattdessen beschließen sie, zusammen mit Freunden ein paar Körbe zu schmeißen. Chris filmt derweil ein paar Mädchen. Plötzlich fallen Schüsse und Jason wird erschossen.

### Bulletproof
Am Tag davor erfährt Reggie, das seine Schwester Sabrina vergewaltigt wurde und zwingt sie dazu, den Namen des Täters zu verraten. Sie nennt Jason. Reggie will sich rächen und sucht Mikey sowie dessen Bruder James auf, um sich eine Knarre zu besorgen. Sie fahren zu Mikeys Onkel, der jedoch zuhause wegen häuslicher Gewalt rausgeschmissen wurde und sich in einem Motel versteckt. Nach einem Handgemenge klauen sie ihm die Waffe und fahren Jason suchen. Sie sehen ihn am Basketballplatz, doch Reggie verlässt der Mut. Da springt James auf und erschießt Jason mit mehreren Schüssen.

### I’m Making a Movie
In der Nacht davor besucht Chris die Party, auf der Sabrina vergewaltigt wurde. Er versucht verzweifelt Mädchen aufzureißen. Jason und er haben Streit, weil er sich verdrückte, als Mason Jason zusammenschlug. Am Ende kifft er alleine im Wagen.

### You Were My First
Sabrina geht auf die Party, um Jason zu konfrontieren. Die beiden hatten eine Affäre und Sabrina ist schwanger von ihm. Doch Jason will davon nichts wissen. Sabrina hat zusätzlich Streit mit zwei anderen Mädchen, die sie zwingen etwas zu kiffen. Berauscht steigt sie zu Chris ins Auto, der sie heimbringen soll. Chris nutzt die Situation aus, um sich an Jason zu rächen und vergewaltigt die berauschte Sabrina.

### The Funeral
Am Tag des Begräbnis von Jason treffen sich Sean und Chris. Chris ist nicht zur Beerdigung gegangen und wird von Sean damit konfrontiert. Er gesteht schließlich die Vergewaltigung und fühlt sich verantwortlich für Jasons Tod. Sean fährt mit dem Fahrrad weg. Chris fährt mit seinem Wagen zum Fast-Food-Restaurant, lädt seine Schrotflinte durch und betritt das Restaurant.

## Hintergrund
Der Film hatte ein Budget von 500.000 US-Dollar. Die meisten Szenen wurden auf 16-mm-Film gedreht, jedoch war die erste und die letzte Szene auf 35-mm-Film. Die Szenen, die von Chris stammten wurden mit einer Sony PSR-PD150 gedreht, die Paul Dano auch als Chris im Film verwendet. Ursprünglich sollte der Film in St. Bernard Parish in New Orleans, Louisiana gedreht werden, doch auf Grund des Hurrikans Katrina mussten die Pläne geändert werden. So zog die Produktion nach Los Angeles. Der regisseur wollte jedoch vermeiden, das es nach Compton aussieht. So wurde der Film schließlich in Irwindale gedreht. Die Musik des Films wurde von DJ Screw und den International Friends geschrieben. Es handelte sich überwiegend um Hip-Hop des Stils Chopped & Screwed.
Der Film wurde von den Produzenten um mehr als 20 Minuten gekürzt, da sie den langsamen Charakter des Films nicht mochten und schnitten ihn komplett um.
Der Film hatte seine Premiere auf dem Sundance Film Festival 2007 und war dort für den Preis der Jury nominiert. Nach Sundance kaufte After Dark den Film auf und wollte ihm einem Kinostart geben. Letztlich kam es dazu nicht. Stattdessen wurde der Film erneut umgeschnitten, so das Lough nicht mehr zufrieden damit war. Pläne eines Nachdrehs wurden ebenfalls gestrichen. Schließlich veröffentlichte Lions Gate Entertainment den Film zwei Jahre nach der Erstaufführung in der Festivalversion mit einer Änderung bei der Vergewaltigung, die ursprünglich in der Episode „I’m Making a Movie“ abgehandelt werden sollte.

## Rezeption
Der Film erhielt innerhalb von kurzer Zeit auf Rotten Tomatoes einen Tomatometer von 0 % auf der Basis von 10 Rezensionen. Dies ist ein sehr schlechter Wert. Zwar wurde durchaus das Schauspiel gelegentlich gelobt, doch fehlte vielen Kritikern ein tieferer Sinn des Films.
Das Lexikon des internationalen Films schrieb: „Ambitioniert inszenierter Film mit guten Darstellern, der dem Thema Jugendgewalt aber kaum tiefere Facetten abgewinnt.“ Auf Kino.de schrieb der Rezensent: „Vom fatalen Wirken der Schusswaffen und der Eigendynamik des Daseins als Möchtegerngangster singt dieses gut gemachte Low-Budget-Streetgangdrama ein ebenso kenntnisreiches wie trauriges Lied und bedient sich dazu trotz vorhandener Zutaten nicht des klassischen Actionthrillers, sondern zeichnet ein einfühlsames Problemjugendportrait, das mit seiner nonlinearen Struktur und Detailfreude bei Drogen- und Partyexzessen Erinnerungen an die Generationsstudien eines Larry Clark (Kids) weckt. Guter Griff für Thrillerfans und Möchtegern-Homeboys.“